# Сборная Соломоновых Островов по регби
Сборная Соломоновых Островов по регби — национальная команда, представляющая Соломоновы Острова на международных соревнованиях по регби. В мировом рейтинге IRB занимает 100-е место.
Сборная Соломоновых Островов ни разу не попадала в финальную часть чемпионата мира по регби, однако дважды была приглашена в квалификационные турниры в 2003 и 2007 годах.

## Результаты

### Чемпионаты мира
| Год       | Стадия               |
| --------- | -------------------- |
| 1987      | не приглашены        |
| 1991—1999 | не участвовали       |
| 2003—2007 | не квалифицировались |
| 2011      | не участвовали       |
| 2015      | не квалифицировались |

### Кубок Океании
В 2011, 2013 и 2015 годах сборная Соломоновых Островов участвовала в Кубке Океании. С турниром 2011 года связаны наивысшие достижения. Тогда были обыграны сборные Ниуэ и Вануату со счётом 22:19 и 48:20, однако поражение от Папуа — Новой Гвинеи не позволило выиграть турнир. По результатам этих игр сборная поднялась на 69 место в рейтинге, заняв наивысшую позицию в истории. Однако в 2013 году, когда турнир являлся частью отбора к чемпионату мира — 2015, повторить успех не удалось. Сборная Соломоновых Островов проиграла два матча из трёх и заняла третье место в итоговой таблице. В 2015 году сборная вновь приняла участие в Кубке Океании, однако проиграла на нём три матча из трёх и заняла последнее место.

### Общий итог
Список соперников сборной Соломоновых Островов, информация актуальна на 23 ноября 2015 года
| Соперник           | Игры | Победы | Поражения | Ничьи | % побед |
| ------------------ | ---- | ------ | --------- | ----- | ------- |
| Американское Самоа | 1    | 0      | 1         | 0     | 0 %     |
| Вануату            | 4    | 3      | 1         | 0     | 75 %    |
| Ниуэ               | 2    | 2      | 0         | 0     | 100 %   |
| Новая Каледония    | 1    | 0      | 1         | 0     | 0 %     |
| Острова Кука       | 1    | 0      | 1         | 0     | 0 %     |
| Папуа—Новая Гвинея | 7    | 0      | 7         | 0     | 0 %     |
| Таити              | 4    | 3      | 1         | 0     | 75 %    |
| Тонга XV           | 1    | 0      | 1         | 0     | 0 %     |
| Фиджи              | 2    | 0      | 2         | 0     | 0 %     |
| Всего              | 23   | 8      | 15        | 0     | 34,78   |